# Kotkhai
Kotkhai é uma cidade e uma nagar panchayat no distrito de Shimla, no estado indiano de Himachal Pradesh.

## Demografia
Segundo o censo de 2001, Kotkhai tinha uma população de 1148 habitantes. Os indivíduos do sexo masculino constituem 58% da população e os do sexo feminino 42%. Kotkhai tem uma taxa de literacia de 84%, superior à média nacional de 59,5%: a literacia no sexo masculino é de 87% e no sexo feminino é de 80%. Em Kotkhai, 10% da população está abaixo dos 6 anos de idade.